# مكتبة ستوكهولم العامة

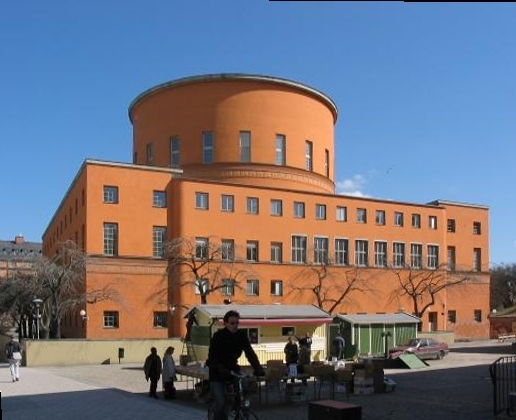
مكتبة ستوكهولم العامة

مكتبة ستوكهولم العامة (بالسويدية:Stockholms stadsbibliotek أو Stadsbiblioteket)هي المكتبة التي صمم بناءها المعماري السويدي غونار اسبلاند وهي تعتبر من معالم ستوكهولم الأكثر شهرة.
بدأ النقاش حول بنائها عبر لجنة كان اسبلاند عضوا فيها من عام 1918 وتم اقتراح التصميم عام 1922 وبدأ البناء عام 1924،وهي أول مكتبة عامة في السويد تطبق مبدأ الرفوف المفتوحة بحيث يستطيع الزوار الوصول للكتب دون الحاج لطلب مساعدة موظفي المكتبة، افتتحت رسميا في 31 مارس 1928 في حضور الأمير يوجين أضيف إليها جناحا غربيا عام 1932 لإكمال شكلها المربع، كما صمم اسبلاند حدائقها وبركتها في الجزء الجنوبي منها عام 1931 وتعتبر المكتبة من أهم أعمال اسبلاند.

## المكتبة الآن
تشتمل المكتبة على أكثر من مليونَي مجلد و 2.4 مليون من الأشرطة والكتب السمعية والأقراص المدمجة.
- المكتبة العالمية

هو القسم المتخصص باللغات الأجنبية في المكتبة يتكون من طابقين ويقع خلف المبنى الرئيسي للمكتبة، تضم مقتنياتها كتبا لأكثر من 100 لغة، ويحتوي على 17000 مجلد باللغة الفارسية ،15800 مجلد باللغة العربية ،14500مجلد باللغة الإسبانية،في عام 2007 كانت اللغة الروسية أكثر اللغات طلبا للاستعارة (19300 طلب استعارة)،يليها اللغات التايلاندية والإسبانية والفارسية والعربية والصينية والبولندية واليابانية.
- تحتوي المكتبة على 40 فرعا و 200 عامل.